# オオタユキ
オオタ ユキは宮城県仙台市出身のシンガーソングライターである。インディーズレーベルHappiness Records所属。

## ディスコグラフィー

### アルバム
1. 第七話（2002年11月3日）
  1. メロディ
  2. 南風
  3. 遠く雨
  4. 36℃
  5. 水色のポチポチ傘
2. マングローブ（2005年12月21日）
  1. ジータ
  2. 小さな恋人
  3. 夏の終わりに
  4. 景色と人
  5. ミュウジックレインボウ
  6. 糸
  7. ぼくもノエル
  8. ひとつ
  9. ジータ(アコースティックバージョン)
3. peace（2007年5月16日）
  1. フラット
  2. レター
  3. 傘唄
  4. こころね
  5. ライオン
  6. カラス
  7. サムテンダネス
  8. 鰯雲